# Leonard Leopold Maldoner
Leonard Leopold Maldoner (* 16. August 1694 in Waldshut; † 16. Oktober 1765 in Pruntrut) war ein vorderösterreichisch-deutscher und Schweizer Archivar und Historiker.

## Leben
Leopold Leonard Maldoner wurde 1694 in Waldshut als Sohn des Freiburger Hofrates und Hofgerichtssekretärs Johann Franz Maldoner und der Maria Anna Oechlin geboren. Der Vater war aufgrund der französischen Besetzung Freiburgs nach Waldshut versetzt worden.
Von 1710 bis 1712 studierte Leopold Leonard Maldoner die Fächer Physik und Logik an der Universität Freiburg. Um 1717 trat er in den Dienst der vorderösterreichischen Regierung und spezialisierte sich auf das Archivwesen. Von 1741 bis 1742 ordnete er das Archiv der Universität Freiburg (Registerium von 1742) und von 1747 bis 1749 das Archiv der Stadt Freiburg neu. Nach einem Zerwürfnis mit seinem Dienstherrn ging Leopold Leonard Maldoner 1749 als Archivar nach Pruntrut an das Archiv der seit 1529 exilierten Fürstbischöfe von Basel.
Ab 1752 reorganisierte Maldoner das fürstbischöfliche Archiv, indem er eine bis heute bestehende grundsätzliche Trennung vornahm. Unter A „Spritualia“ wurden geistliche und unter B „Temporalia“ wurden weltliche Schriften und Urkunden nach weiterer Unterteilung in Subdivisionen alphabetisch geordnet abgelegt.
Leopold Leonard Maldoner verfasste mehrere bis heute nicht publizierte historische Werke über den Breisgau und die Städte Freiburg im Breisgau und Basel. Insbesondere die vier Bände über die Geschichte des Breisgaus sind von hoher regionalgeschichtlicher Bedeutung, da erstmals eine flächendeckende Auflistung der Urkunden und Quellen beabsichtigt ist.

## Schriften (unpubliziert)
- Areologische Begebenheiten, Manuskript ehemals Fürstenbergische Bibliothek Donaueschingen.
- Von der Statt Freyburg und ihren Kriegen, Kriegs-Histori Löblicher statt Freyburg (1305–1499), Manuskript im Stadtarchiv Freiburg.
- Kurzer Bericht von dem Breisgau bis 1747, Versuch der Geschichte der vorderösterreichischen Landstände, 1747, Manuskript im Stadtarchiv Freiburg.
- Brisgovia vetus et nova, das ist des alten und neuen Breysgau Sammlung von Stiftern, Gotteshäuseren, Clösteren, Stätten, Schlössern, Flecken etc., 1754, Manuskript im Besitz der Abtei von Sankt Paul in Kärnten.
- Historia Basiliensis, das ist Beschreibung von dem uralten Bistum Basel, 1763, Manuskripte im Generallandesarchiv Karlsruhe und im bischöflichen Archiv von Pruntrut.